# Phyllophorinae
Sous-famille
Les Phyllophorinae sont une sous-famille d'insectes orthoptères de la famille des Tettigoniidae. 

## Distribution
Les espèces de cette sous-famille se rencontrent en Afrique et au Proche-Orient.

## Liste des genres
Selon Orthoptera Species File (28 mars 2010) :
- Hyperhomala Serville, 1831
- Microsasima de Jong, 1972
- Parasasima Willemse, 1955
- Phyllophora Thunberg, 1815
- Phyllophorella Karny, 1924
- Phyllophorina Karny, 1924
- Sasima Bolívar, 1903
- Sasimella Karny, 1924
- Sasimoides Karny, 1924
- Siliquofera Bolívar, 1903
- Siliquoferella Karny, 1924
- Strongyloderus Westwood, 1834

## Référence
- Stål, 1874 : Recencio Orthopterorum. Revue critique des Orthoptères décrits par Linné, De Geer et Thunberg, vol. 2.

## Note
1. ↑  Orthoptera Species File (28 mars 2010)